# گیون شینگوم
گیون شینگوم (زاده ؟) (حکومت ۹۳۵ - ۹۳۶) دومین و واپسین پادشاه سلسله بکجه جدید بود. او پسر پادشاه گیون هوون بود. وی از سال ۹۳۵ تا ۹۳۶ میلادی پادشاه سلسله بکجه جدید بود.